# História universal

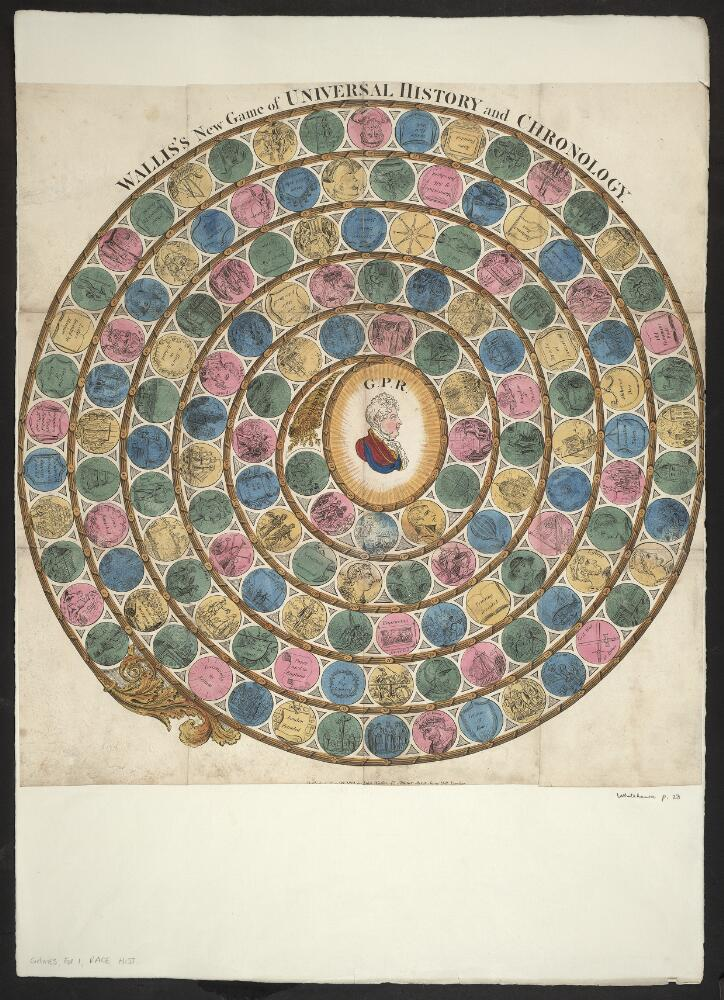
Novo Jogo de História Universal e Cronologia (1814) de John Wallis. O jogo tem em seu centro um retrato de Jorge IV como Príncipe Regente

A história universal é um gênero de escrita historiográfico marcado por grandes descontinuidades em sua definição. No mundo pré-moderno, autores como Políbio praticavam a história universal enquanto um gênero que entrelaçava a história de diferentes regiões e continentes por meio da conquista romana. Dentro da tradição cristã a unidade histórica foi pensada através da providência divina, que organizava o movimento histórico. A origem cristã comum e a história providencial, durante a Idade Moderna, foram substituídas como eixo central da narrativa historiográfica pelo planeta, onde os acontecimentos de todos os países e povos conhecidos nos diversos continentes deveriam ser narrados.

## Desenvolvimento

### Historiografia greco-romana
A história universal marcou o modo como a humanidade se relacionou com a história e suas concepções de espaço e tempo. Sua primeira formulação, na tradição grega, aconteceu no século IV a.C. nas Histórias de Éforo de Cime, que tratam da história universal dos gregos a partir do retorno dos filhos de Héracles até o cerco de Filipe II da Macedônia à cidade de Perinto, articulando acontecimentos das cidades gregas tanto do Oriente quanto do Ocidente. Outras histórias consideradas universais foram produzidas por Teopompo de Quios, Políbio, e Diodoro Sículo. Além disso, os escritores gregos, se bem que não os historiadores, contribuíram de forma decisiva para o futuro da história universal ao desenvolverem três esquemas interpretativos que possibilitavam narrar tudo aquilo que já havia acontecido. O primeiro deles falava sobre a sucessão de diferentes raças vinculadas a diferentes metais; o segundo sobre a explicação de fundo biológico em que indivíduos e nações passariam pelos estágios da infância, juventude, maturidade e velhice; e o terceiro deles explica o progresso da humanidade como uma série de descobertas tecnológicas que levavam a humanidade da barbárie à civilização.
Na historiografia latina, a primeira história universal é a de Pompeu Trogo, historiador galo-romano do século I a.C., autor das História Filípicas, as origens do mundo todo e os lugares da terra (Historiae Philippicae et Totius Mundi Origines et Terrae Situs). Pompeu Trogo conta a história universal com ênfase na história da Grécia dos tempos assírios até a conquista da Espanha por Augusto.

### Historiografia chinesa
No século II a.C., o historiador chinês Sima Qian explorou a possibilidade de trazer diferentes vozes e perspectivas históricas ao narrar um período que compreendeu quase dois mil anos da história da China. Essa perspectiva polifônica possibilitou aportes para que se pudesse pensar as diferentes origens da história universal.

### Historiografia medieval
Na Idade Média histórias universais foram escritas visando a construção de narrativas que articulavam as diversas histórias parciais à leitura cristã do tempo histórico.

### Historiografia moderna
A unidade dada à história pela religião foi sendo gradualmente substituída desde o século XVII pela unidade dada pela natureza. Antiquários e estudiosos do direito natural afirmavam que a humanidade partilhava de estágios naturais primitivos passíveis de identificação. Esse esquema que interconectava toda a história universal permitia situar cada sociedade existente um uma determinada etapa de desenvolvimento social. Largamente conhecida como teoria dos estágios ou teoria dos quatro estágios essa leitura do desenvolvimento histórico propunha que todas as sociedades passavam pelo estágio de caçador, pastor e agricultor e comerciante e, com isso, permita a comparação de sociedades altamente distintas dentro de um mesmo plano explicativo do desenvolvimento progressivo humano na Terra. Nesse tipo de história universal as sociedades passavam por estágios civilizacionais de forma a aperfeiçoarem-se dentro de um cenário universal de desenvolvimento e progresso da humanidade. Esse tipo de narrativa historiográfica, portanto, privilegiava o relato de elementos tidos como universais em detrimento daquilo que era entendido como peculiar e, portanto, de pouca relevância para o entendimento do desenvolvimento de uma história do ponto de vista universal.
Durante a era moderna diversos fatores tais como a expansão ultramarina, a descoberta por parte dos europeus de povos desconhecidos a eles, a importância do comércio e o interesse crescente pela cultura contribuíram para a organização da história enquanto um processo histórico mundial interconectado. A variedade e diversidade das histórias então disponíveis contribuíram para a remodelação da forma como a história universal era escrita na época pré-moderna tendo em vista o esvaziamento de sua antiga estrutura unificadora, que se apoiava na origem primitiva comum e na salvação futura de toda a humanidade. A disponibilização de uma infinidade de passados humanos rivais contribuiu decisivamente para que o passado fosse cada vez mais considerado diferente e distante do presente, abrindo as bases para o historicismo. Principalmente a partir do século XVIII, a unidade da história foi garantida por meio de uma narrativa universal do processo histórico mundial de um ponto de vista cosmopolita, em que nuances de uma história global interconectada buscavam suavizar o recente passado pluralizado descoberto. A narrativa cosmopolita, muito em voga no século XVIII, buscava situar uma história particular dentro de uma perspectiva universal.
Durante o século XVIII, inúmeras histórias universais foram editadas. Uma das mais importantes foi An Universal History from the Earliest Account of Time to the Present, divida em época antiga e moderna, que contou com tradução em todo o continente europeu, sendo vertida rapidamente para o português, francês, alemão, dentre outros idiomas. Em Ideia de uma história universal com um propósito cosmopolita (1784), Immanuel Kant traça uma perspectiva filosófica da história universal, enquanto projeto que se preocupa com a narração das ações humanas tendo como base um plano oculto erigido pela natureza.

### Historiografia contemporânea
A história universal também caracterizou o modo pelo qual a Europa se relacionou com a história no século XX. Em A Decadência do Ocidente: esboço de uma morfologia da História Universal (1918), o historiador e filósofo alemão Oswald Spengler. propôs que o termo história universal deveria ser resinificado a partir do método morfológico apresentado por ele no intuito de descobrir a ordem do processo histórico e liberar o historiador de uma narrativa baseada no espaço europeu e de sua hipervalorização.